# Автомагістраль A1 (Кіпр)
Автомагістраль A1, місцева назва шосе Нікосія — Лімасол, є першою та найдовшою автомагістраллю, побудованою на Кіпрі. Це стало початком амбітного урядового проєкту з’єднання всіх головних міст острова сучасними 4-смуговими магістралями. Має 73 км в довжину і вільна від будь-яких перехресть у рівні. З'єднує столицю Нікосію (яка є адміністративним і фінансовим центром) з Лімасолом, найбільшим портом (і другим за величиною містом) на острові.

## Історія
Наприкінці 1970-х років кіпрський уряд запровадив низку схем для покращення транспортної інфраструктури на острові. Перша запланована автомагістраль мала бути побудована між Нікосією та міжнародним аеропортом Нікосії, приблизно за маршрутом нинішнього проспекту Гріва Дігені. Дорогу було розширено на стадії підготовки, але після турецького вторгнення на Кіпр у липні 1974 року та закриття аеропорту, як наслідок, від цієї схеми відмовилися. У 1978 році розпочато будівництво на A1 для з’єднання Нікосії з новим головним портом Кіпру в Лімассолі. 
Будівництво почалося з обох кінців одночасно. На початковому етапі будівництва перехрестя були на одному рівні. Хоча реконструкція в кінці Нікосії знищила будь-які докази цього, водії все ще можуть бачити фільтруючі смуги на розв’язці 17. Автомагістраль відкривалася поетапно, причому останній етап (Корнос — Кофіну) був завершений у жовтні 1984 року, тоді як модернізація в межах міста Лімасол була завершена влітку 2008 року. Ці оновлення включали розв’язку Полемідія та Троодос, розв’язку Агіа Філаксіс, розв’язку Агіос Афанасіос, розв’язку Лінопетра та розв’язку Гермасойя, а також передбачали заміну низки кільцевих розв’язок естакадами або підземними переходами.
З 2012 року ділянку автомагістралі між в’їздом у Нікосію та перехрестям з автострадою A2 оновлено до 6-смугової дороги через інтенсивний трафік.